# Cold Fish
Cold Fish (冷たい熱帯魚?, Tsumetai nettaigyo) è un film del 2010, diretto da Sion Sono.

## Trama
La famiglia Shamoto vive una esistenza tranquilla, la moglie Taeko, il consorte Nobuyuki e l'unica figlia di lui, avuta dal precedente matrimonio. Una sera Mitsuko, questo il nome della ragazza, viene colta a rubare in un negozio commerciante in prodotti ittici e acquari, e fermata dall'agente di sicurezza del negozio. I genitori vengono chiamati per discutere su cosa fare quando interviene Yukio Murata, che con il suo fare gentile e simpatico conquista l'affetto dei presenti e la ragazza viene lasciata libera. Le condizioni atmosferiche sono parecchio inclementi con il gruppo di nuovi conoscenti, i quali guidati dall'apparente affabilità di Murata fanno rapidamente amicizia, e quindi decidono di trascorrere del tempo insieme.
Murata, in seguito ad una visita al negozio degli Shamoto, insiste nell'assumere Mitsuko come commessa nel suo negozio di pesci tropicali, la stessa attività della sua famiglia di origine. Il negozio pullula di commesse giovani, assunte in quanto provenienti da condizioni sociali e famiglie disagiate.
Il signor Shamoto viene successivamente coinvolto in riunioni private, durante le quali viene trattato, con clienti facoltosi, l'acquisto di specie ittiche pregiate, e di fatto viene trattato come un collaboratore. Tuttavia Murata presto si rivela essere un serial killer che ha ucciso e smembrato, insieme alla moglie Aiko, i corpi di oltre 50 persone.
Murata sedurrà Taeko, la moglie di Nobuyuki, e chiederà allo stesso, ignaro dell'accaduto, complicità per i suoi crimini.
Il vortice di degrado si intensifica quando, durante una delle riunioni, Murata ucciderà con una bevanda adulterata il signor Yoshida, un boss della Yakuza, durante una trattativa. Murata ed Aiko spesso scherniscono Nobuyuki per il suo atteggiamento e le sue passioni mentre in seguito a minacce più o meno esplicite, egli viene costretto ad aiutare i due assassini nell'occultamento del cadavere di Yoshida.
Viene così mostrato il modus operandi di Murata, che procede a smembrare le sue vittime in un santuario lontano dalla città, imbustare i loro pezzi per poi darli in pasto ai pesci di un fiume nelle vicinanze, avendo persino cura di spargere infine le ceneri delle ossa bruciate per evitare ogni tracciabilità.
Shamoto ha un crollo nervoso nell'apprendere che per Murata felicità e violenza vanno di pari passo, e torna a casa completamente ubriaco, inizialmente chiedendo perdono alla moglie per tutte le sue manchevolezze ma finendo poi per stuprarla davanti agli occhi della figlia.
Shamoto, nel corso di un'ennesima partecipazione ad un occultamento di cadavere, si ribellerà a Murata ed Aiko, uccidendo entrambi, per poi suicidarsi davanti alla figlia.

## Diffusione
Il film è stato presentato nel settore Orizzonti nella 67ª Mostra internazionale d'arte cinematografica di Venezia. Non è mai uscito nelle sale cinematografiche italiane.
Il film è stato presentato in diversi paesi fra cui:
- Canada, 12 settembre 2010 (Toronto International Film Festival)
- Corea del Sud, 11 ottobre 2010 (Pusan International Film Festival)
- Norvegia, 19 novembre 2010 (Oslo International Film Festival)
- Inghilterra, 18 febbraio 2011 (Glasgow Film Festival)
- Finlandia, 2 aprile 2011 (Night Visions Film Festival)
- Argentina, 12 aprile 2011 (Buenos Aires International Festival of Independent Cinema)
- Germania, 28 aprile 2011 (Nippon Connection Film Festival)